# سیارک ۱۲۸۱۳
سیارک ۱۲۸۱۳ (به انگلیسی: 12813 Paolapaolini، نامگذاری:1996CU8) دوازده هزار و هشتصد و سیزدهمین سیارک کشف شده‌است که در ۱۴ فوریه ۱۹۹۶ کشف شد.
قدر مطلق سیارک برابر ۲۵.۷ است.